# Prata d'Ansidonia
Prata d'Ansidonia är en ort och kommun i provinsen L'Aquila i regionen Abruzzo i Italien. Kommunen hade 487 invånare (2018).